# 피시카 오 키미카
《피시카 오 키미카》(스페인어: Física o química)은 2008년부터 2011년까지 방영된 코미디 드라마이다.